# 잠삼

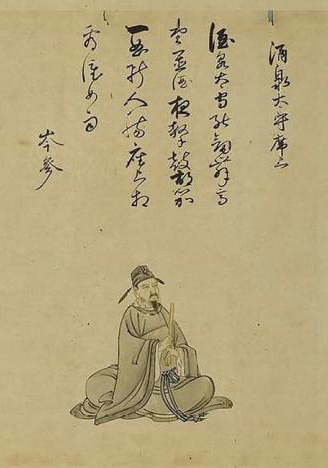

잠삼(岑參, 715년 ∼ 770년)은 당나라의 시인이다.
강릉[江陵, 지금의 허베이성(湖北省) 장링현(江陵縣)] 사람으로, 선조의 고향이 남양[南陽, 지금의 허난성(河南省) 난양시(南陽市)]이다. 본래 명망 있는 관료 집안 출신이었으나 부친 대에 가세가 몰락했다. 따라서 공업을 이루어 가문을 다시 일으켜 세우는 것이 그의 평생의 염원이었으며, 이를 위해 두 차례에 걸쳐 5년여간 안서(安西)와 북정(北庭) 등의 서부 변경 지역에서 종군하기도 했다. 변경에 있을 때 그곳의 황량한 풍경과 혹독한 기후 환경, 전쟁의 참혹한 모습과 병사들의 고통, 소수민족들의 풍습과 문물 등을 많은 시로 남겨 중국 문학사상 ‘변새시(邊塞詩)’라는 새로운 시의 영역을 확립했으며, 고적(高適)과 더불어 이른바 당대(唐代) ‘변새시파(邊塞詩派)’의 가장 대표적인 시인으로 추앙받았다. 장편 가행체(歌行體)에 특히 뛰어났으며 7언 절구에서도 좋은 작품을 다수 남기고 있다. 시집으로 ≪잠가주시(岑嘉州詩)≫ 8권이 있으며, 현재 400여 수의 작품이 전하고 있다.

## 같이 보기
- 당시
- 당시삼백수